# Salon international de l'automobile de Genève 2007
Le Salon international de l'automobile de Genève 2007 est un salon automobile qui s'est tenu du 8 mars au 18 mars 2007 à Genève. Il s'agit de la 77e édition internationale de ce salon, organisé pour la première fois en 1905.